# كيمبرلي بروبيكر برادلي
كيمبرلي بروبيكر برادلي (بالإنجليزية: Kimberly Brubaker Bradley)‏ هي كاتِبة وكاتبة للأطفال أمريكية، ولدت في 24 يونيو 1967 في فورت واين في الولايات المتحدة.